# Encouragement of Climb
Encouragement of Climb (яп. ヤマノススメ Яма но Сусумэ, букв. «Рекомендации по подъёму в горы») — манга автора Сиро, выходящая с 2011 года в журнале Comic Earth Star издательства Earth Star Entertainment.
На её основе в 2013 году было снято аниме. К началу 2019 года было выпущено три сезона и несколько отдельных выпусков-OVA.

## Сюжет
Аой и Хината — подруги детства. Аой предпочитает сидеть дома и при этом боится высоты, тогда как Хината любит альпинизм. Они обе решают подняться на гору, чтобы увидеть восход солнца, который видели вместе, когда были детьми.

## Персонажи
- Аой Юкимура (яп. 雪村 あおい Юкимура Аой) — главная героиня, ученица, которая ужасно общается с людьми и держится от них на расстоянии. В детстве увлекалась горами. Однако, заигравшись на детской площадке, упала, сломав ногу, и с тех пор боится высоты. Позже благодаря Хинате она возвращает себе интерес к горам.
- Хината Курауэ (яп. 倉上 ひなた Курауэ Хината) — главная героиня, заводная подруга Аой, которая не виделась с ней ещё с начальной школы. Представляет собой ходячую опасность и понимает, что, скорее всего, бесит Аой. Однако тянет её за собой, чтобы подруга чаще была весёлой.
- Каэдэ Сайто (яп. 斎藤 楓 Сайто: Каэдэ) — одноклассница Аой и Хинаты, увлекающаяся альпинизмом. Подружилась с Аой, когда выбирала спальный мешок.
- Кокона Аоба (яп. 青羽 ここな Аоба Кокона) — ученица средней школы, с которой Аой и Хината подружились во время одной из вылазок в горы.

## Медиа

### Манга
Манга написана и проиллюстрирована Сиро. Публикуется в журнале Comic Earth Star издательства Earth Star Entertainment. Первая глава появилась в выпуске журнала за сентябрь 2011 года, выпущенном 12 августа 2011 года. Главы манги были собраны в 24 томах, опубликованных с 12 июня 2012 года по 13 декабря 2023 года.
| №  | Дата публикации    | ISBN               |
| -- | ------------------ | ------------------ |
| 1  | 12 июня 2012 г.    | ISBN 9784803003437 |
| 2  | 12 декабря 2012 г. | ISBN 9784803003987 |
| 3  | 12 марта 2013 г.   | ISBN 9784803004342 |
| 4  | 11 мая 2013 г.     | ISBN 9784803004694 |
| 5  | 12 октября 2013 г. | ISBN 9784803005080 |
| 6  | 12 июня 2014 г.    | ISBN 9784803005806 |
| 7  | 12 августа 2014 г. | ISBN 9784803005967 |
| 8  | 12 февраля 2015 г. | ISBN 9784803006681 |
| 9  | 11 июля 2015 г.    | ISBN 9784803007466 |
| 10 | 12 ноября 2015 г.  | ISBN 9784803008128 |
| 11 | 12 марта 2016 г.   | ISBN 9784803008760 |
| 12 | 12 августа 2016 г. | ISBN 9784803009422 |
| 13 | 13 февраля 2017 г. | ISBN 9784803009958 |
| 14 | 10 августа 2017 г. | ISBN 9784803010886 |
| 15 | 12 марта 2018 г.   | ISBN 9784803011692 |

### Аниме
Режиссер Юсукэ Ямамото, выпускает аниме-сериал студия 8-bit, транслируется в Японии на Tokyo MX с 3 января 2013 года, при этом показ в мире происходит на сервисе Crunchyroll.

## Примечание
1. ↑  ja:月刊コミックアーススター 2011年 09月号 [雑誌] (яп.). Amazon.co.jp. Дата обращения: 4 декабря 2013. Архивировано 24 октября 2021 года.
2. ↑  ja:ヤマノススメ(1) (アース・スターコミックス) (яп.). Amazon.co.jp. Дата обращения: 4 декабря 2013.
3. ↑  ja:ヤマノススメ(15) (アース・スターコミックス) (яп.). Amazon.co.jp. Дата обращения: 28 марта 2018.